# The Likes of Us
The Likes of Us é um musical de 1965 com música de Andrew Lloyd Webber e letra de Tim Rice. Conta a história verdadeira do médico inglês Thomas John Barnardo, um amigo das crianças. Foi a primeira obra de Andrew Lloyd Webber. Só foi levado ao palco em 2005.
Apesar de ter tido grandes planos para a estréia (cogitou-se Oxford, Dublin ou até mesmo a West End de Londres), não se obteve sucesso em levar o musical para os palcos. Apenas em 12 de julho de 2005 a produção conseguiu sair do papel, quando foi apresentada num festival em Sydmonton, Inglaterra.
The Likes of Us lembra o assunto e estilo de Oliver! de Lionel Bart, um musical de sucesso na época em que Webber compôs sua primeira obra. 

## Números musicais

### 1º ato
1. "Introduction"
2. "Overture"
3. "Twice in Love Every Day"
4. "I'm a Very Busy Man"
5. "Love Is Here"
6. "Strange and Lovely Song"
7. "The Likes of Us"
8. "How Am I to Know"
9. "We'll Get Him"
10. "This Is My Time"
11. "Lion-Hearted Land"
12. "We'll Get Him (Reprise)"
13. "Love Is Here (Reprise)"
14. "A Man on His Own"

### 2º ato
1. "Entr'acte"
2. "You Can Never Make It Alone"
3. "Hold a March"
4. "Will This Last Forever?"
5. "You Won't Care About Him Anymore"
6. "Going, Going, Gone!"
7. "Man of the World"
8. "Have Another Cup of Tea"
9. "Strange and Lovely Song (Reprise)"
10. "The Likes of Us (Reprise)"